# Саладо (река)
Саладо (шп. Río Salado, „слана река“) је река која пролази кроз неколико провинција, тече 1 150 км од свог извора у провинцији Салта до краја у реци Парана, у провинцији Санта Фе. Због њеног порекла, проток варира током године, а током зиме може да се осуши на неким деловима тока. Једина важна притока реке је река Хорконес која настаје у Салти као река Кајон и придружује се Саладу у провинцији Сантијаго дел Естеро.
Подручје слива реке је 160 000 km². Просечан проток је 40 м³/с у горњем току и 15 м³/с у доњем.

## Горњи део Саладо реке
Саладо потиче са источног руба висоравни Алтиплана под именом Јураменто на Андима, од отапања и падавина са 6 500 м високих планина Акај и Качи у провинцији Салта, близу провинције Катамарка. Брана Кабра Корал регулише њен проток, а део се одваја за наводњавање.
Када река уђе у равницу Гран Чако, она формира неколико кракова у широком, само делимично заузетом, кориту.

## Сантијаго дел Естеро
Река затим улази у провинцију Сантијаго дел Естеро са севера, близу границе са провинцијом Тукуман, добијајући име Саладо. Саладо и река Дулче („слатка река“) јужно до ње, теку дијагонално у правцу југоистока, и најважније су реке које прелазе сушно подручје Сантијаго дел Естеро, представљајући економску и демографску осу провинције.
Проток реке у Департману Фигуероа регулише резервоар Лос Фигуероа и деривациона брана (Dique Derivador) која преусмерава део вода у канале за наводњавање до 200 км дужине. Даље низводно, река формира широке мочварна подручја и подручја поплављена сезонски, током великих вода лети. Низводно од мочвара Ањатуја проток је знатно смањен, што реку чини сушном већим делом године.

## Доњи део Саладо реке
После пута од 800 км унутар Сантијага дел Естера, река стиже до провинције Санта Фе као Саладо дел Норте („Северна слана“) да би се коначно придружила реци Парана у тој провинцији, као последња важна притока Паране. Саладо се улива у реку Парану, југоисточно од града Санта Фе, у поплавном подручју са лагунама.
Обилније падавине у провинцији Санта Фе доводе до повећања вода реке Салада. Током кишних лета река се може изливати из корита што ствара поплаве. Поплава 2003. тешко је погодила град Санта Фе.
Од 21. до 29. априла 2003. године у неким регионима пало је више од 400 мм кише. Река се брзо прелила и проширила преко равнице необичном снагом, уништавајући мостове и путеве - трећина града је у неком тренутку била под водом.
Пројекат подршке интегрисаном управљању реке Саладо
Више од 1,4 милиона људи имаће користи од новог зајма који је 2017. године одобрио Одбор директора Светске банке, од 300 милиона америчких долара за јачање заштите од поплава у сливу реке Саладо у провинцији Буенос Ајрес.
Овај зајам је део „Пројекта подршке интегрисаном управљању сливом Саладо“, којим ће се финансирати радови на прилагођавању речног слива како би се задржале повећане количине воде у кориту и минимализовао утицај поплава дуж 34 км средњег тока реке, и побољшали мостови како би се смањили ризици по људски живот и економске активности. Такође ће финансирати јачање институционалних капацитета за побољшано управљање водним ресурсима, заштиту животне средине и подршку одрживом управљању инфраструктурним улагањима.

## Друге аргентинске реке зване Саладо
У Аргентини постоје и друге, мање важне реке Саладо, од којих су најважније:
- У провинцији Буенос Аирес, Рио Саладо започиње у лагуни Ел Чањар и тече ка југоистоку неких 650 км до залива Самборомбон.
- У провинцији Мендоза, провинцији Сан Луис и провинцији Ла Пампа, Десагуадеро-Саладо се спушта до реке Колорадо.
- У провинцији Катамарка и провинцији Ла Риоха, локална река Колорадо се назива и река Саладо (Ла Риоха) .